# Ethemon imbasale
Ethemon imbasale är en skalbaggsart som beskrevs av Friedrich F. Tippmann 1960. Ethemon imbasale ingår i släktet Ethemon och familjen långhorningar. Inga underarter finns listade i Catalogue of Life.